# Pyrgillus
Pyrgillus is een geslacht van schimmels uit de familie Pyrenulaceae. De typesoort is Pyrgillus americanus.

## Soorten
Volgens Index Fungorum telt het geslacht 10 soorten (peildatum februari 2023):
| Soortnaam              | Auteur(s)                    | Publicatiejaar |
| ---------------------- | ---------------------------- | -------------- |
| Pyrgillus americanus   | Nyl.                         | 1860           |
| Pyrgillus aurantiacus  | Aptroot & M. Cáceres         | 2018           |
| Pyrgillus cambodiensis | Kashiw., K.H. Moon & Aptroot | 2012           |
| Pyrgillus cubanus      | Nyl.                         | 1876           |
| Pyrgillus fuscus       | Aptroot                      | 1991           |
| Pyrgillus idukkiensis  | Kr.P. Singh & Pushpi Singh   | 2012           |
| Pyrgillus indicus      | (Kremp.) Aptroot             | 1991           |
| Pyrgillus javanicus    | (Mont. & Bosch) Nyl.         | 1858           |
| Pyrgillus rufus        | Aptroot & M. Cáceres         | 2018           |
| Pyrgillus tibellii     | Kr.P. Singh & Pushpi Singh   | 2012           |